# Acacia calyculata
Acacia calyculata é uma espécie de leguminosa do gênero Acacia, pertencente à família Fabaceae.